# Lowick (Northamptonshire)
Pour les articles homonymes, voir Lowick.
Lowick est une paroisse civile et un village du Northamptonshire, en Angleterre.